# 小牧健夫

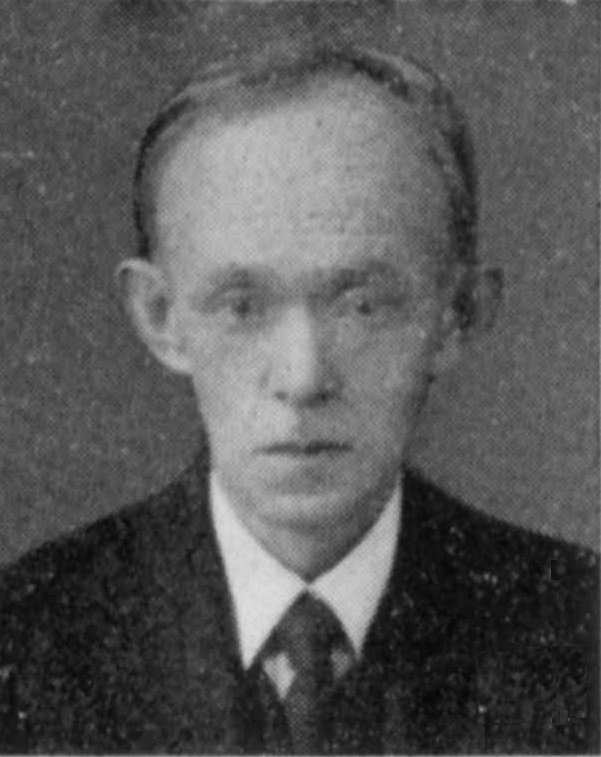
小牧暮潮

小牧 健夫（こまき たけお、1882年11月29日 - 1960年7月15日）は、日本の独文学者・詩人。別名・小牧暮潮、初号・小牧楚水。
東京生まれ。父・小牧昌業は、明治・大正天皇の侍講を務めた。東京府立一中を経て、1907年東京帝国大学文学部独文科卒業。四高、三高、学習院、水戸高、武蔵高などの教授。1932年九州帝国大学法文学部教授。43年退任、名誉教授。1951年明治大学、学習院大学教授。
ドイツロマン派文学研究の大家として知られ、著書に、「ノヴァーリス」、「ヘルダーリン」、「独逸文学鑑賞」、「ドイツ浪漫派の人々」、「ゲーテ雑考」などがある。他に叙情詩がある。

## 著書
- 『ノヴァーリス』岩波書店 1929
- 『珊瑚樹』白水社, 1936
- 『独逸文学鑒賞』小山書店 1936
- 『影ぼふし』白水社, 1942
- 『ゲーテ雑考』白水社 1949
- 『ドイツ浪漫派の人々』弘文堂アテネ新書, 1950
- 『ヘルダーリーン研究』白水社, 1953
- 『暮潮詩抄』小牧博士古稀記念詩集刊行會, 1953
- 『峠 随筆集』角川書店 1960

### 共編
- 『ゲーテと現代』手塚富雄 大日本雄弁会講談社 1949
- 『岩波独和辞典』奥津彦重,佐藤通次、1953
- 『ゲーテ全集』人文書院

### 翻訳
- 『ゲーテ全集 第14巻 滞仏陣営記』大村書店 1925
- ノヴァーリス『青い花』岩波文庫 1939
- ゲーテ『詩と真実』全4冊 岩波文庫 1941-42
- ノヴァーリス『断章』渡辺格司共訳 岩波文庫, 1941
- ノヴァーリス『青い花・ザイスの学徒』青木書店, 1943
- エ・テ・ア・ホフマン『快癒』アテナ書院 1948
- 『ゲーテ小品集 芸術論抄』甲文社, 1948
- ゲーテ『若き日の歌』トッパン, 1949
- ゲーテ『美と芸術について』甲文社, 1950
- 『神と世界 ゲーテ詩集』第三書房, 1954
- 『ヘルダーリン詩集』吹田順助共訳 角川文庫, 1959
- ディルタイ『体験と創作』柴田治三郎共訳 岩波文庫上・下, 1961、復刊1983
- ゲーテ『西東詩集』岩波文庫 1962、復刊1987

### 記念論集
- 『文芸論攷 小牧健夫博士還暦記念論文集』生活社, 1948
- 『ゲーテとその時代 小牧健夫博士喜寿記念論文集』郁文堂出版, 1959

## 栄典
勲章
- 1943年（昭和18年）10月9日  - 勲二等瑞宝章[1]

## 家族
- 父・小牧昌業
- 弟・小牧茂彦 ‐ 営林局事務官。東京帝国大学法科大学政治科卒。[2]
- 妻・菊子 ‐ 山本治兵衛の三女。京都府立第一高等女学校出身。[3][4]
- 長女・元子 ‐ 相良守次の妻。東京女学館出身。[4]
- 二女・益子‐生命保険中央会理事・中沢弦男の妻。東京府立第三高等女学校出身。[4]